# Оранский Богородицкий монастырь
Ора́нский Богоро́дицкий монасты́рь — мужской монастырь Нижегородской епархии Русской православной церкви. Расположен в селе Оранки Богородского района Нижегородской области.

## История
Основан в 1634 году как пустынь дворянином Петром Глядковым, в честь Оранской иконы Божией Матери. С 1866 года — общежительный мужской монастырь 1-го класса.
В ночь с 17 на 18 августа 1918 года на острове Мочальном на реке Волге неподалёку от Нижнего Новгорода были расстреляны 15 монахов Оранского монастыря, его настоятель архимандрит Августин и настоятель церкви Казанской иконы Божией Матери Николай Орловский.
В 1920 году монастырь был закрыт. С 1942 по 1949 год на территории монастыря функционировал лагерь № 74 НКВД СССР, в котором содержались военнопленные офицеры (немцы, финны, венгры, австрийцы, румыны, итальянцы); их количество, по некоторым данным, достигало 12 тысяч человек. Через лагерь в Оранках прошёл пленённый немецкий генерал-фельдмаршал Фридрих Паулюс (1943).
Монастырь возрождён в 1993 году.

## Возрождение обители
В августе 2004 года по приглашению епископа Георгия восстанавливать монастырь прибыл игумен Нектарий (Марченко). Он сразу благословил зажечь неугасимую свечу перед образом Владимирской-Оранской иконы Божией Матери и каждый день перед службой читать акафист со словами: «Перед чьим образом горит день и ночь свеча, того она побуждает ходатайствовать за человека, монастырь и людей в монастыре».
27 декабря 2005 года Священным Синодом по прошению епископа Георгия игумен Нектарий был назначен наместником монастыря.

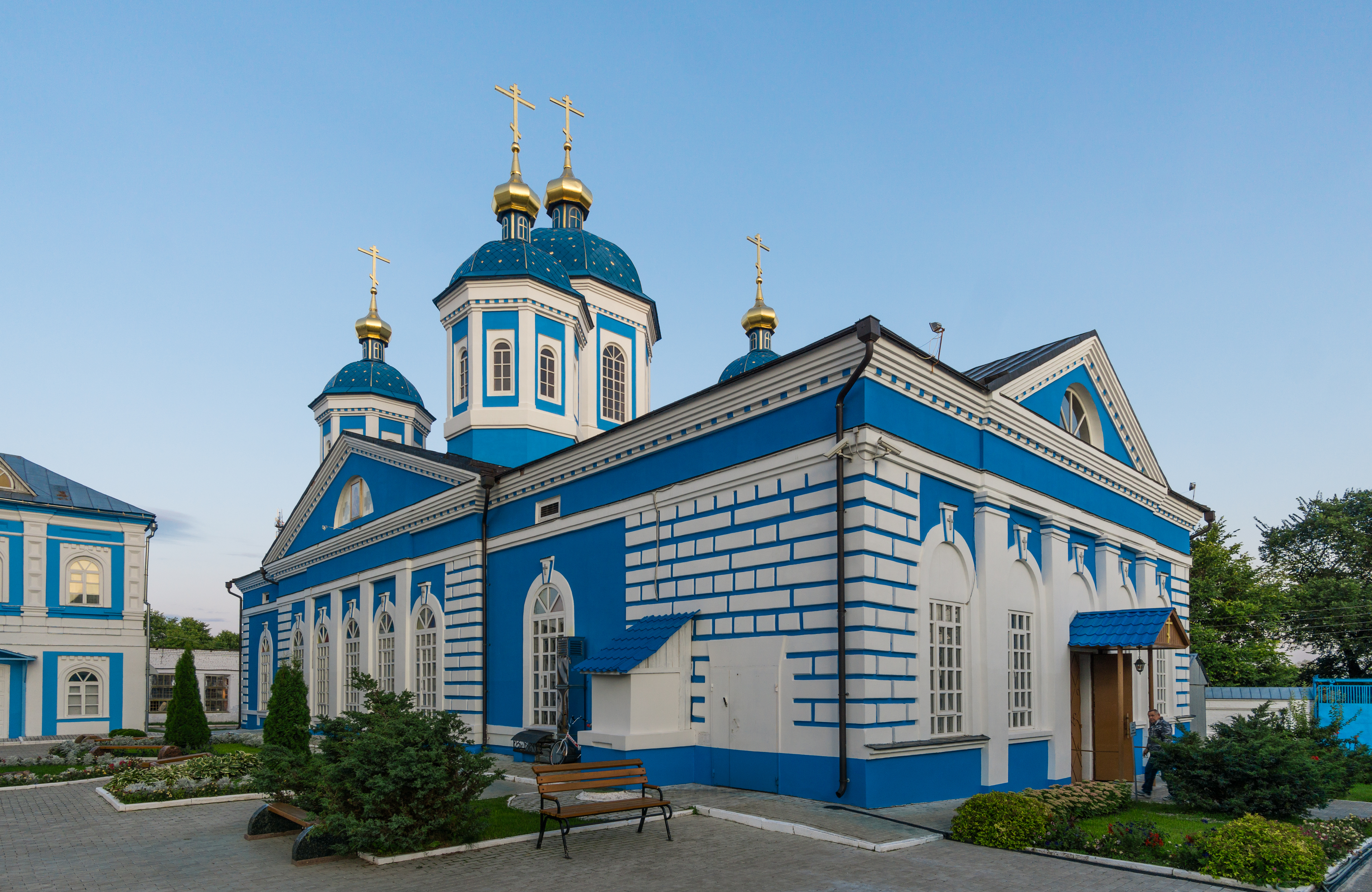
Церковь Рождества Богородицы

К лету 2009 года были побелены все три храма обители, сделан ремонт в братском корпусе. Вокруг монастыря возведена кирпичная ограда, установлены главные ворота. В июне проводилось исследование фундамента колокольни, собирались средства на её строительство.
21 сентября 2011 года, в день праздника Рождества Пресвятой Богородицы, архиепископ Нижегородский и Арзамаский Георгий совершил Великое освящение храма в честь Рождества Пресвятой Богородицы. 8 сентября 2012 года, в день Сретения Владимирской иконы Пресвятой Богородицы, митрополитом Георгием был освящён соборный храм в честь Владимирской иконы Божией Матери. Через три месяца (15 декабря того же года) Великим чином митрополит освятил храм святителя Афанасия, Патриарха Цареградского, который располагается в цоколе соборной церкви в честь Владимирской иконы Божией Матери.
12 декабря 2013 года митрополит Георгий совершил чин Великого освящения храма в честь святых апостолов Петра и Павла. Затем была освящена новая монастырская колокольня.
26 августа 2014 года митрополит Георгий совершил чин закладки храма в честь преподобного Нектария Печерского.
26 ноября 2016 года владыка освятил надвратный храм в честь преподобного Нектария Киево-Печерского Великим чином.